# Euploea atomaria
Euploea atomaria är en fjärilsart som beskrevs av Hans Fruhstorfer 1910. Euploea atomaria ingår i släktet Euploea och familjen praktfjärilar. Inga underarter finns listade i Catalogue of Life.